# Маргулова, Тереза Христофоровна
Тереза Христофоровна Маргулова (Маргулянц) (арм. Թերեզա Քրիսաափորի Մարգուլովա (Մարգուլյանց); 14 августа 1912 — 4 июля 1994) — специалист по водно-химическим режимам тепловых и атомных электростанций, доктор технических наук, профессор, основатель и руководитель кафедры атомных электростанций МЭИ (1956).

## Биография
Родилась 14 августа 1912 года. Училась в Азербайджанском индустриальном институте (ныне Азербайджанский государственный университет нефти и промышленности). После окончания института работала на инженерных должностях в проектных и наладочных организациях в Баку, Ленинграде и Москве. Образование продолжила в аспирантуре Московского энергетического института.
Защитила кандидатскую и докторскую диссертации, до 1956 года работала в МЭИ на должностях — от ассистента до профессора кафедры водно-химического режима тепловых электростанций.
Область научных интересов: повышение эффективности работы тепловых электростанций, создания оптимального водно-химического режима котельных агрегатов, теория водных раствором — «комплексонов», использующихся для химической отмывки и очистки поверхностей парогенераторов. Результаты ее работ были использованы на Ленинградской и Чернобыльской АЭС, в судовых атомных установках, включая станцию на атомном ледоколе «Ленин», на Костромская ГРЭС и др.
С 1956 года занималась в МЭИ переподготовкой специалистов для нужд атомной энергетики. По её инициативе в Московском энергетическом институте в 1956 году была создана кафедра атомных электрических станций, которой долгое время руководила Т. Х. Маргулова. За написанный ею для подготовки специалистов учебник «Атомные электрические станции» в 1971 году была удостоена Государственной премии СССР в области науки и техники. При кафедре атомных электрических станций были организованы курсы для переподготовки инженеров союзных республик СССР и зарубежных специалистов.
За научные разработки в области тепловых схем АЭС, их водно-химическому режиму, материаловедению и использованию их в практике в 1978 году была удостоена второй Государственной премией.
Под руководством Т. Х. Маргуловой было подготовлено и защищено около 70 кандидатских и шесть докторских диссертаций.
В МЭИ в разное время была деканом теплоэнергетического факультета, проректором вуза. Являлась зам. главного редактора журнала «Теплоэнергетика». В последние годы жизни работала над энциклопедией по атомной энергетике, однако её планам не было суждено осуществиться.
Скончалась 14 августа 1994 года.

## Семья
Тереза Христофоровна Маргулова, армянка по национальности, была дважды замужем. Имела сына и внука. Своего внука назвала в честь второго мужа, чл. корр. АН СССР Вячеслава Алексеевича Голубцова — брата бывшего директора МЭИ, В. А. Голубцовой. Сын и внук Т. Маргуловой учились и работали в МЭИ.

## Награды и звания
- ордена Ленина и «Знак Почета», медали
- заслуженный деятель науки и техники РСФСР (1981)
- лауреат Государственной премии СССР (1971, 1978)
- Почетный доктор Высшей инженерно-научной школы Цвиккау[нем.] (Германия, 1986)
- Почетный доктор Будапештского технического университета (1976)
- Почетный академик Международной инженерной академии (1981)

## Память
16 ноября 2006 года в Московском энергетическом институте была открыта мемориальная доска основателю кафедры атомных электростанций Терезе Христофоровне Маргуловой.

## Труды
Является автором около 300 научных работ и более 20 книг по вопросам работы атомных электростанций, их проектированию и эксплуатации, среди них:
- Тепловой расчет котлоагрегата. — М.; Л.: Госэнергоиздат, 1949. — 144 с.;
- Методы получения чистого пара. — М.; Л.: Госэнергоиздат, 1955. — 180 с.;
- Атомная энергетика и ее будущее. — М.: Энергия, 1977. — (Библиотека теплотехника);
- Применение комплексонов в теплоэнергетике. — М., 1973;
- Методические рекомендации по преподаванию энергетических дисциплин: (Мировоззрен. аспект). — М.: МЭИ, 1984. — 54 с.;
- Применение комплексонов в теплоэнергетике. — 2-е изд., перераб. — М.: Энергоатомиздат, 1986. — 278,[1] с.;
- Водные режимы тепловых и атомных электростанций: [Учеб. для вузов по спец. «Технология воды и топлива на тепловых и атом. электростанциях»]. — 2-е изд., испр. и доп. — М.: Высш. шк., 1987. — 318,[1] с. (в соавт. с О. И. Мартыновой);
- Атомные электрические станции: [Учеб. по курсу «Атом. электр. станции» для вузов по спец. «Проектирование и эксплуатация АЭС», «Конструирование и монтаж оборуд. АЭС», «Основы автомат. управления АЭС»]. — 5-е изд., перераб. и доп. — М.: Изд-во лит. по атом. технике, 1994. — 296 с.
- Химические очистки теплоэнергетического оборудования Текст / Под общ. ред. д-ра техн. наук, проф. Т. Х. Маргуловой Вып. 2 — М.: Энергия, 1969. — 223 с.